# 枫相乡
枫相乡，是中华人民共和国甘肃省陇南市武都区下辖的一个乡镇级行政单位。

## 行政区划
枫相乡下辖以下地区：
张家院村、麻柳村、李家村、亚滩村、麻地湾村、草坪村、东沟村、枫相院村、崖湾村、强家湾村、松咀村、大水沟村、磨坝村、尹家河村和黑沟子村。